# Seffern
Seffern là một đô thị ở huyện Bitburg-Prüm, trong bang Rheinland-Pfalz, phía tây nước Đức. Đô thị Seffern có diện tích 4,92 km², dân số thời điểm ngày 31 tháng 12 năm 2006 là 346 người.